# Silberbenzoat
Silberbenzoat ist eine chemische Verbindung aus der Gruppe der Benzoate. Es ist das Silbersalz der Benzoesäure.

## Darstellung
Silberbenzoat kann ausgehend von Kaliumbenzoat durch Umsetzung mit Silbernitrat hergestellt werden.

## Verwendung
Silberbenzoat bildet zusammen mit 7-Methyl-1,5,7-triazabicyclo[4.4.0]dec-5-en ein effizientes katalytisches System. Es unterstützt beispielsweise die Reaktion von Kohlenstoffdioxid mit verschiedenen Ketonen.
Silberbenzoat kann außerdem für die Synthese von Triphenylzinnbenzoat verwendet werden.